# Socijalistička imena gradova
Gradovi koji su za doba socijalističke vlasti promijenili imena:

## Hrvatska( tada dio Jugoslavije - DFJ, FNRJ, SFRJ )
- Kardeljevo (Ploče)
- Titova Korenica (Korenica)
- Filipjakov (Sveti Filip i Jakov)
- Zelina (Sveti Ivan Zelina)
- Jadranovo (Sveti Jakov)
- Jurjevo (Sveti Juraj)
- Partizanska Drežnica (Drežnica)
- Petar u Šumi (Sveti Petar u Šumi)

## Slovenija( tada dio Jugoslavije - DFJ, FNRJ, SFRJ )
- Titovo Velenje (Velenje)
- Kidričevo (Strnišče)

## Bosna i Hercegovina( tada dio Jugoslavije - DFJ, FNRJ, SFRJ )
- Titov Drvar (Drvar)
- Pucarevo (Novi Travnik)
- Lištica (Široki Brijeg)
- Duvno (Tomislavgrad)

## Crna Gora( tada dio Jugoslavije - DFJ, FNRJ, SFRJ )
- Titograd (Podgorica)
- Ivangrad (Berane)

## Srbijai autonomna pokrajinaVojvodina( tada dio Jugoslavije - DFJ, FNRJ, SFRJ )
- Titovo Užice (Užice)
- Rankovićevo (Kraljevo)
- Svetozarevo (Jagodina)
- Dimitrovgrad (Caribrod)
- Zrenjanin (Veliki Bečkerek, jedno vrijeme i Petrovgrad)
- Titov Vrbas (Vrbas)

## Makedonija( tada dio Jugoslavije - DFJ, FNRJ, SFRJ )
- Titov Veles (Veles)
- Gjorče Petrov (Hanrijevo)
- Delčevo (Carevo Selo)
- Ilinden (Ajvatovac)

## Kosovo( tada autonomna pokrajina u Srbiji, odnosno dio Jugoslavije - DFJ, FNRJ, SFRJ )
- Titova Mitrovica (Kosovska Mitrovica/Mitrova e Kosoves)
- Titovo

## DR Njemačka(danas dio jedinstveneNjemačke)
- Karl-Marx-Stadt (Chemnitz)
- Stalinstadt (Eisenhüttenstadt)
- Wilhelm-Pieck-Stadt (Guben)

## Poljska
- Stalinogrod (Katowice)
- Ketrzyn (Rastembork)

## Češka( tada dio Čehoslovačke - ČSSR )
- Gotwaldov (Zlín)

## Mađarska
- Leninvaros (Tiszaujvaros)
- Sztálinváros, 1951-1961 — (Dunaújváros)

## Rumunjska:
- Dr. Petru Groza (Rieni)
- Gheorghe Gheorgiu-Dej (Onesti)
- Orasul Stalin (Brasov)

## Bugarska
- Blagoevgrad (Gorna Džumaja)
- Dimitrovo (Pernik)
- Georgi Trajkov (Dolni Čislik)
- Kolarovgrad (Šumen)
- Mičurin (Carevo)
- Mihajlovgrad (Ferdinand)
- Staljin (Varna)
- Stanke Dimitrov (Dupnica)
- Tolbuhin (Dobrič)

## Albanija:
- Enver Hoxha (Durres - Drač)
- Qyteti Stalin (Kucova)

## Rusija( tada dio Sovjetskog Saveza -  SSSR )
- Lenjingrad (Petrograd)
- Gorki (Nižnji Novgorod)
- Staljingrad (ranije Caricin na Volgi,kasnije Volgograd)
- Sverdlovsk (Ekaterinburg)
- Kalinjin (Tver)
- Kalinjingrad Königsberg
- Kirovgrad (Jelizavetgrad)
- Kujbišev (Samara)
- Uljanovsk (Simbirsk)
- Ordžonikidze (Vladikavkaz)
- Stepnoj (Elista)
- Stalinsk (Novokuznjeck)
- Molotov (Perm)
- Molotovsk (Severodvinsk)
- Molotovsk (Nolinsk)
- Stalinogorsk (Novomoskovsk)
- Vorošilov (Ussurijsk)
- Ščerbakov (Ribinsk)
- Pervomajski (Novodvinsk)
- Lenjinsk (Taldom)
- Georgiju-Dež (Liski)
- Vorošilovsk (Stavropol)

## Ukrajina( tada dio SSSR-a )
- Stalino (Donjeck)
- Dniprodzeržinsk (Kam'janske)
- Ždanov (Mariupol')
- Ivano-Frankivsk (Stanislaviv)
- Kirovograd (Kropyvnyckyj)
- Osipenko (Berdjansk)
- Vorošilovgrad (Lugansk)
- Vorošilovsk; 1931-1961 Kommunarsk; od 1991 (Alčevsk)
- Hmeljnycki (Proskuriv)

## Litva( tada dio SSSR-a )
- Kapsukas (Marijampole)

## Latvija( tada dio SSSR-a )
- Stučka (Aizkraukle)

## Estonija( tada dio SSSR-a )
- Kingissepp (Kuressaare)

## Moldavska( tada dio SSSR-a )
- Kotovsk (Hincesti)
- Kutuzov (Ialoveni)
- Bendery (Thigina)

## Gruzija( tada dio SSSR-a )
- Stalinari (Činvali)

## Armenska( tada dio SSSR-a )
- Kirovakan (Vanadzor)
- Lenjinakan (Gyumri)
- Kalinjino (Tašir)
- Azizbekov (Vajk)
- Krasnoselsk (Čambarak)

## Azerbajdžan( tada dio SSSR-a )
- Kirovabad (Ganja)
- Stepanakert (Hankendi)

|  |  | Nepristrana točka gledišta ovoga članka je osporena. Molimo Vas da pogledate stranicu za raspravu ovoga članka. |

## Kazačka/Kazahstan ( tada dio SSSR-a )
- Celinograd (Astana)
- Leninogorsk (Ridder)
- Leninsk (Baikonur)
- Ševčenko (Aktau) 1964-1992

## Kirgiska/Kirgistan ( tada dio SSSR-a )
- Frunze (Biškek)

## Tadžička/Tadžikistan ( tada dio SSSR-a )
- Stalinabad (Dušanbe)
- Leninabad (Khujand)

## Mongolija
- Ulan Bator
- Čojbalsan
- Suchbatar

## Vijetnam
- Than Pho Ho Chi Minh (Saigon)

## Sjeverna Koreja
- Kimčak (Songđin)